# شهرستان ماسیس
شهرستان ماسیس (ارمنی: Մասիսի շրջան) یکی از سی و هفت شهرستان در تقسیم‌بندی جمهوری شوروی سوسیالیستی ارمنستان بود. مرکز این شهرستان ماسیس بود. طبق سرشماری سال ۱۹۸۷ میلادی جمعیت آن بالغ بر ۶۴٬۴۰۰ تن و مساحت آن ۱۸۲٫۲ کیلومتر مربع بود.

## مناطق مسکونی
- آزاتاشن
- آینتاپ
- آربات
- آرگاواند
- آروابویر
- گغانیست
- گتاپنیا
- داشتاوان
- داراکرت
- داربنیک
- هایانیست
- خاچپار
- زوراک
- نورامارگ
- هووتاشات
- قوکاساوان
- مارماراشن
- نظامی
- نوراباتس
- جراهوویت
- رانچپار
- سایات‌نووا
- سیس

## نگارخانه

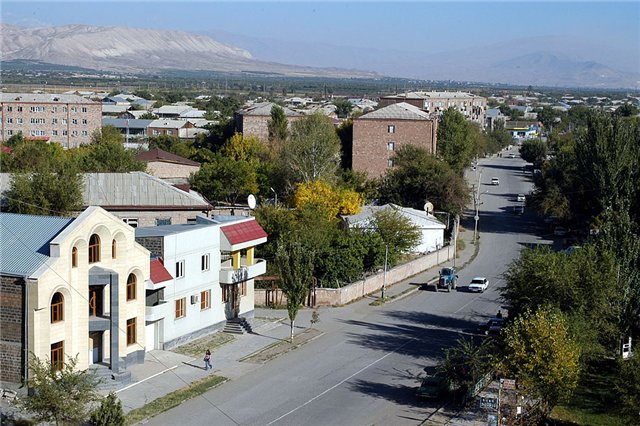
ماسیس
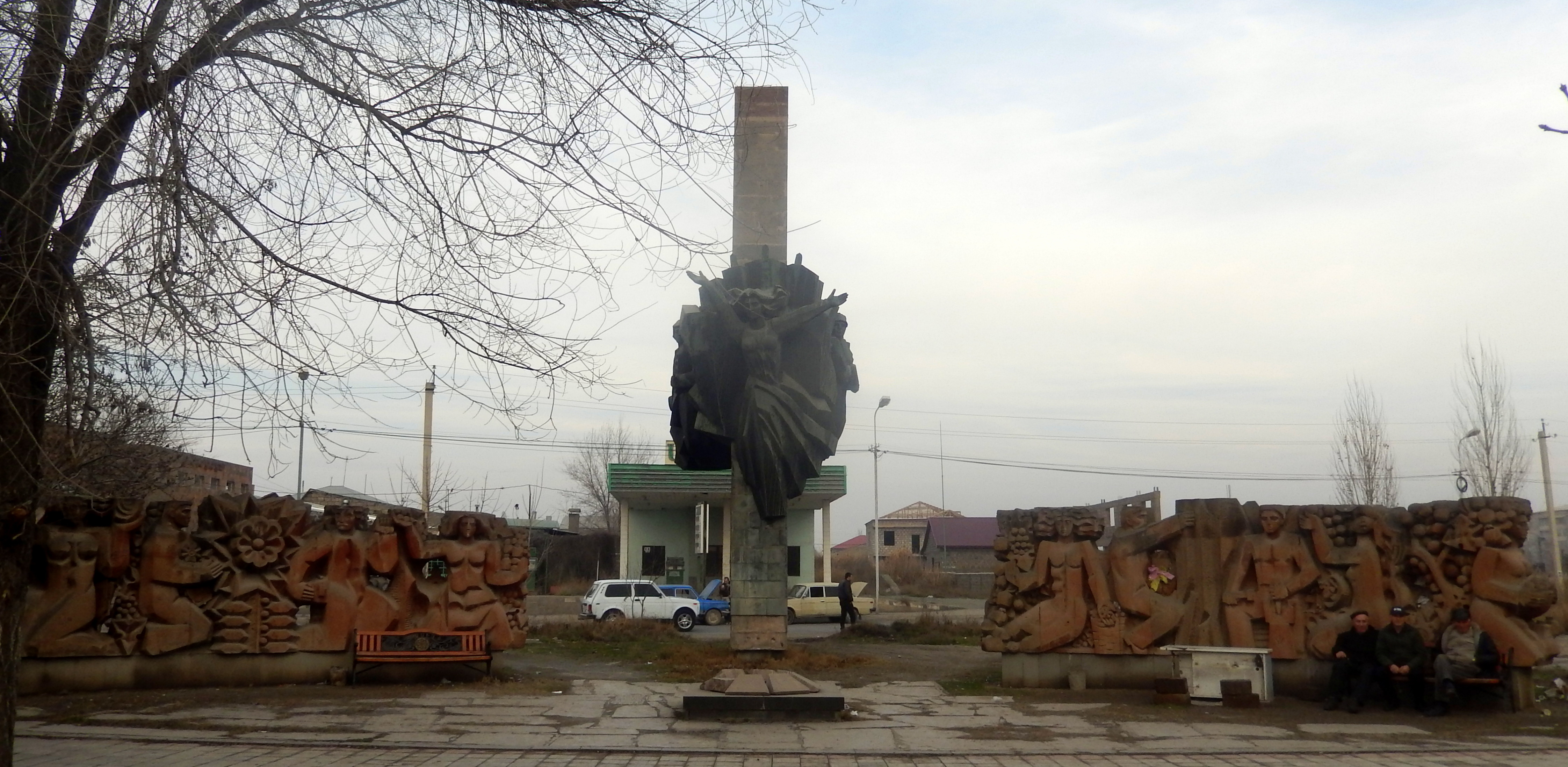
جبهه شرقی (جنگ جهانی دوم)ի հուշարձան
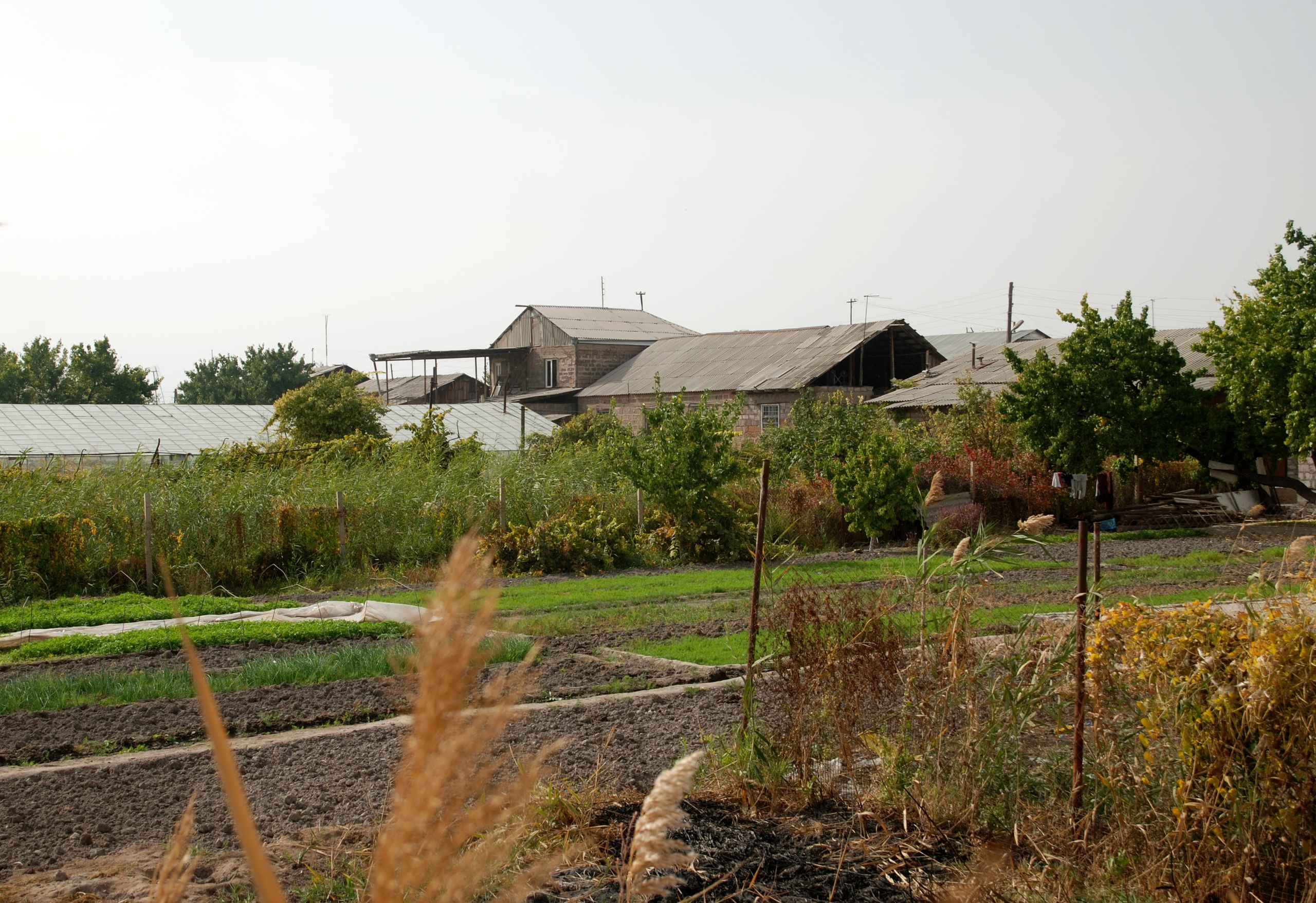
գյուղական բնակավայր